# Faunovo velmi pozdní odpoledne
Faunovo velmi pozdní odpoledne je český film z roku 1983 režisérky Věry Chytilové.
Film je příběhem stárnoucího muže (Leoš Suchařípa), starého mládence, který znalecky proplouvá životem, rád si ještě nezávazně užije, ale do něčeho většího se už nepouští. Námětem je povídka Faunovo značně pokročilé odpoledne ze stejnojmenné povídkové knížky Jiřího Brdečky z roku 1966. 